# Château de Ragheaud
Ne doit pas être confondu avec Château de Réghaud.
Le château de Rageaux est un château situé en France sur la commune de Saint-Cernin,  dans le département du Cantal en région d'Auvergne.
Le château fait l’objet d’une inscription au titre des monuments historiques depuis le 10 janvier 1964.

## Historique
Le premier possesseur connu du repaire de Raghaud est Pierre de Bellières, damoiseau, en 1327.

### Famille de Reghaud
- Jean de Reghaud, fait hommage de Raghaud en 1386 au seigneur de Tournemire. Il a pour fils :
- Guillaume de Raghaud, épouse en 1430 Claude de Ribier, fille de Pierre de Ribier, seigneur de Plagnes. Leur fils :
- Jean de Raghaud, seigneur de Raghaud, qui épouse Yolande de Veyrières, dont une fille héritière :
- Marguerite de Reghaud, dame héritière de Raghaud, mariée après 1522 avec Jehan de La Garde de Saignes, seigneur de Messac. On leur connaît un fils qui suit :

### Famille de La Garde de Saignes
- Gilbert de La Garde, seigneur de Raghaud, teste en 1545, il est probablement le père de :
- Marguerite de La Garde, dame de Raghaud, qui se marie à Saint-Cernin avec Gilbert de Corn, fils puiné d'Astorg de Corn, seigneur d'Anglars, et de Jeanne de Vayrac, dame de Queyssac. On leur connaît un fils qui suit.

### Famille de Corn de Queyssac
- Pierre de Corn, seigneur de Malaret et de Reghaud, se marie avec Claire de Gironde, fille de Marquès de Gironde et Jeanne d'Ondredieux. Ils ont pour fille :
- Catherine de Corn, dame de Reghaud au moment de son mariage en 1726 à Saint-Cernin avec Henri II de Grenier de Pleaux, seigneur du Cambon. Ils ont deux fils, Henri III, seigneur de Pleaux, et Christophe qui suit.

### Famille de Grenier de Pleaux
- Christophe de Grenier de Pleaux, seigneur de Cosniac, du Cambon et de Reghaud. Il se marie avec Marguerite de Courson, fille d'Antoine et de Lyonne de Séguy, et laisse deux filles: Marie qui se vers 1713 avec Jean-Jacques de Pouzols, fils de Jean-Claude de Pouzols et de Marguerite, née d'Yzarn de Freissinet, et une autre qui devient religieuse au couvent du Buis à Aurillac.

### Famille de Calonne d'Avesne
Cette famille, originaire de Picardie, achète Raghaud en 1752.
- Jean de Calonne d'Avesne, seigneur du Mesnil-Oudin, fils d'Oudard de Calonne, seigneur d'Avesne, fait souche en Haute-Auvergne où il épouse à Saint-Cernin le 1er octobre 1718 Jeanne Fortet, dame du Cros à Saint-Cernin, fille de Raymond Fortet, seigneur de Cavanhac, et d'Hélène de Pestels du Monteil, dame du Cros à Saint-Cernin. Il laisse trois fils :
  - Philippe de Calonne, qui suit ;
  - Jean-Raymond de Calonne, marié à Bonne-Charlotte de Saint-Chamans, qui devient seigneur du Cambon à Saint-Cernin, et se titre marquis de Cambon ;
  - Jacques de Calonne.
- Philippe de Calonne d'Avesne, seigneur de Raghaud, capitaine au régiment de Noailles-cavalerie, épouse le 16 octobre 1745 Marie-Julienne Rodde de Chalaniat, qui lui donne une fille, Marie-Marguerite, et un fils :
- En 1788, Mathieu de Calonne, officier au régiment de Noailles, est seigneur de Raghaud. Il épouse le 16 octobre 1779 Marie-Marguerite-Ursule Mabit du Monteil, qui lui donne deux fils :
  - Auguste de Calonne, comte de Calonne, marié en 1813 avec Adèle Quarré de Château-Régnault d'Aligny, qui  laisse au moins deux enfants : Mathieu-Claude-Ferdinand né le 7/11/1814 (armorial) et Marie-Anne-Sylvie née le 13/10/1818 à Magnien Côte d'Or (AD Côte d'Or)
  - Géraud de Calonne (1783-1850), marié à Marie Delzangles, qui laisse une fille :
- Uranie de Calonne d'Avesne (1828-1885), héritière de Raghaud, mariée le 10 janvier 1888 à Aurillac avec Jules Vimal des Prés (1859-1933).